# Bythinella austriaca
Bythinella austriaca е вид коремоного от семейство Amnicolidae.

## Разпространение
Видът е разпространен в Австрия, Германия, Полша, Словакия, Унгария и Чехия.